# European Journal of Drug Metabolism and Pharmacokinetics
Das European Journal of Drug Metabolism and Pharmacokinetics, abgekürzt Eur. J. Drug Metabol. Pharmacokinet., ist eine wissenschaftliche Fachzeitschrift, die vom Springer- und Adis-Verlag veröffentlicht wird. Die Zeitschrift erscheint derzeit mit vier Ausgaben im Jahr. Es werden Arbeiten veröffentlicht, die sich mit der Pharmakokinetik und dem Arzneistoffmetabolismus beschäftigen.
Der Impact Factor lag im Jahr 2024 bei 2.4. Nach der Statistik des ISI Web of Knowledge wird das Journal mit diesem Impact Factor in der Kategorie Pharmakologie und Pharmazie an 195. Stelle von 352 Zeitschriften geführt.